# Catherine Verfaillie
Pour les articles homonymes, voir Verfaillie.
 (mars 2018).
Si vous disposez d'ouvrages ou d'articles de référence ou si vous connaissez des sites web de qualité traitant du thème abordé ici, merci de compléter l'article en donnant les références utiles à sa vérifiabilité et en les liant à la section « Notes et références ».
 (mars 2018).
Catherine Verfaillie (Ypres, le 22 avril 1957) est une médecin et professeure belge. Elle enseigne à l'Université Catholique de Louvain. Elle est connue pour son travail dans le domaine de la recherche sur les cellules souches et le plomb dans les cellules souches de l'institut de Louvain. Son travail provoque la controverse à la suite d'accusations de mauvaises pratiques de laboratoire et la fabrication de données par les membres de son laboratoire.

## Biographie

### Carrière
Après sa formation en tant que médecin à l'Université Catholique de Louvain, elle se spécialise en médecine interne et le traitement des tumeurs malignes du sang telle que la leucémie au sein de l' Hôpital de l'Université de Louvain. Elle travaille ensuite dans le département d'hématologie de Louvain, jusqu'à ce que le département arrive au développement de la greffe de moelle osseuse. En 1987, elle devient chercheuse à l'Université du Minnesota. Là, elle a développé une carrière de recherche, d'abord dans le démêlage des mécanismes de la leucémie, puis dans la direction des cellules souches. En 1997, elle est y nommée professeur. De 1998 à 2006, elle a dirigé le Stem Cell Institute de l'Université du Minnesota. En 2003, elle reçoit un doctorat honorifique de l'Université de Louvain. En 2005, à la suite de l'annonce qu'elle retourne à son Alma Mater, pour des motifs personnels. À Louvain, elle bénéficie des ressources nécessaires pour mener à bien sa recherche. Elle reçoit notamment les fonds pour construire l'Institut des Cellules Souches. Verfaillie est également membre du Conseil Consultatif de l'Itinera Institute.

### Recherche médicale
Verfaillie réalise grâce à un premier examen sur les tissus biologiques, le stroma ou micro-environnement de la moelle osseuse, où le sang développe des cellules souches. De plus, elle appelle à l'exploration des interactions entre le stroma et les cellules souches malignes ou leucémiquement dégénérées.  Elle démontre que la perturbation les processus de liaison normaux entre les précurseurs sanguins et leur tissu biologique fait partie du processus d'apparition de la leucémie. Sur le sujet, elle découvre un point de départ potentiel pour des méthodes de traitement innovantes.
Grâce à son intérêt pour le stroma, elle aborde les cellules mésenchymateuses ou précurseurs qui étaient jusqu'ici considérés comme des tissus biologiques. En 2002, elle publie une étude controversée. La conclusion est que, en plus des cellules souches embryonnaires, même adulte, il existe également des cellules souches, plus précisément, des cellules progénitrices multipotentes adultes. Les cellules souches de la moelle osseuse peuvent se développer dans toutes les sortes de tissu biologique, notamment des cellules des nerfs, du foie, des muscles, les poumons, le cœur, l'intestin, le cerveau et le tissu osseux.

## Manipulation génétique des cellules souches embryonnaires
Les résultats fournissent une alternative de recherche sur les embryons et les cellules souches embryonnaires. En effet, les cellules souches adultes peuvent être utilisées dans la récupération de diverses maladies (voir ci-dessous) à condition que les manipulations en laboratoire soient correctes.
La manipulation génétique de ces cellules souches est également une des perspectives pour le traitement des anomalies, telles que l'hémophilie, la drépanocytose, la dystrophie musculaire. 
L'utilisation de cellules souches spécifiques ou de la thérapie tissulaire peut également modifier la médecine de transplantation: pourquoi la transplantation d'organes telle que la réparation des tissus biologiques sortant du laboratoire sont disponibles? Les résultats promettent donc une étape dans la direction de la médecine régénérative.
Nous savons maintenant que, contrairement à la plupart des cellules souches embryonnaires - les cellules souches adultes ne provoquent pas le développement de tumeurs lorsqu'elles sont injectées à l'animal de laboratoire. Le travail de Verfaillies a donné lieu à plus de 100 articles dans des revues médicales, de contribuer aux manuels d'hématologie et aux congrès internationaux. Grâce aux conclusions de l'étude, le laboratoire voit finalement son budget doubler. Par la suite, Verfaillie devient titulaire de plusieurs brevets et consultante auprès des autorités américaines sur la technologie des cellules souches et le développement.